# Station La Croix de Berny
La Croix de Berny is een station gelegen in de Franse gemeente Antony en departement van Hauts-de-Seine.

## Vorig en volgend station
| Richting                    | Vorig station | Lijn  | Volgend station | Richting                                             |
| --------------------------- | ------------- | ----- | --------------- | ---------------------------------------------------- |
| Saint-Rémy-lès-Chevreuse B4 | Antony        | RER B | Parc de Sceaux  | Aéroport Charles de Gaulle 2 TGV B3 Mitry - Claye B5 |